# اغتصاب قانوني

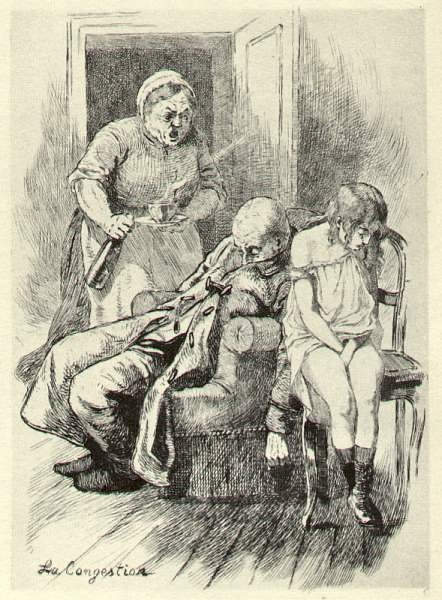

في نطاق القانون العام، اغتصاب القصر هو نشاط جنسي غير قسري يكون فيه أحد الأفراد تحت السن القانوني. (العمر المطلوب للموافقة القانونية على هذا السلوك). على الرغم من أنه عادةً ما يشير إلى البالغين المتورطين في الاتصال الجنسي مع القاصرين الذين تقل أعمارهم عن سن الرشد، إلا أنه مصطلح عام، والقليل جدًا من الولايات القضائية يستخدم مصطلحًا فعليًا لاغتصاب القُصّر بلغة القوانين.
تستخدم السلطات القضائية المختلفة العديد من المصطلحات القانونية المختلفة للجريمة، مثل الأعتداء الجنسي، اغتصاب الطفل، فساد قاصر، ممارسة الجنس غير المشروع مع القاصر،  المعرفة الجسدية للقاصر، المعرفة الجسدية الغير المشروعة، البطارية الجنسية،  أو ببساطة المعرفة الجسدية.
يمكن أيضا استخدام مصطلحات مثل «الاعتداء الجنسي على الأطفال أو التحرش الجنسي بالأطفال»، لكن اغتصاب القُصّر عادةً يشير إلى ممارسة الجنس بين شخص بالغ مع أخر قاصر وناضج جنسياً في سن البلوغ، وبالتالي يمكن تمييزها عن الاعتداء الجنسي على الأطفال،  عادةً ما تُعامل العلاقات الجنسية مع الطفل في مرحلة بداية البلوغ كجريمة خطيرة.
في حالة اغتصاب القُصّر، عادة لا توجد أي أفعال قوة أو تهديد علني. تُفرِض قوانين الاغتصاب الإكراه عادة، لأن الشخص يكون قاصراً أو معاق ذهنياً فبذلك يكون غير قادر قانونياً على منح الموافقة على هذا الفعل.

## سن الرشد
في الكثير من السلطات القضائية، يتم تفسير سن الرشد على أنه يعني العمر العقلي أو الوظيفي. ونتيجة لذلك، يمكن أن يكون الضحايا من أي عمر زمني إذا جعلهم سنهم العقلي غير قادرين على الموافقة على هذا الفعل الجنسي.
بعض السلطات القضائية الأخرى، مثل كنتاكي، تقضي على المفهوم القانوني «العمر العقلي» وتعتبر الأنشطة الجنسية مع شخص عاجز عقليا هي جريمة محددة.
الجنس في سن المراهقة بالموافقة منتشر في الولايات المتحدة. كشفت دراسة أجريت في عام 1995 أن 50٪ من المراهقين الأمريكيين قد مارسوا الجنس في سن السادسة عشرة. في الواقع، تشير التقديرات إلى أن هناك أكثر من 7 ملايين حالة من حالات اغتصاب القصر كل عام. ومع ذلك، من الواضح أن معظم الحوادث لا تتم مقاضاتها ولا تؤدي إلى الاعتقالات والإدانات.
تختلف القوانين في تعريفاتها لاغتصاب القصر. والمقصود عموما هو معاقبة الحالات البشعة مثل شخص بالغ يستغل المميزات الجنسية للقاصر. وهكذا تحظر كثير من السلطات القضائية السماح بمحاكمة القاصر كشخص بالغ بموجب هذا القانون (معظم السلطات القضائية لديها أحكام منفصلة للتحرش الجنسي بالأطفال أو الاغتصاب القسري الذي يمكن تطبيقه على القصر ويمكن أن يُحاكم قاصر كشخص بالغ). كما تحدِد بعض الجهات القضائية الحد الأدنى من الفرق في العمر حتى تكون الجريمة قابلة للتطبيق. وبموجب هذه الشروط، إذا كان الكبار، على سبيل المثال، أقل من عمر القاصر بثلاث سنوات، لم يتم ارتكاب أي جريمة أو كانت العقوبة أقل حدة بكثير. هذه تسمى بند «روميو وجولييت».

## الأساس المنطقي لقانون اغتصاب القصر
تستند قوانين اغتصاب القصر على فرضية أن الشخص غير قادر قانونًا على الموافقة على الاتصال الجنسي حتى بلوغ ذلك الشخص إلى عمر معين. يفرض القانون أنه حتى لو كان هو أو هي تشارك في الجماع عن طيب خاطر، فإن الجنس لا يتم بالتراضي. يجادل المنتقدون بأنه لا يمكن استخدام حد زمني لتحديد القدرة على الموافقة على ممارسة الجنس، لأن المراهق الشاب قد يمتلك حسًا اجتماعيًا كافيًا لاتخاذ قرارات محددة وناضجة حول الجنس، في حين أن بعض البالغين قد لا يطورون أبدًا قدراتهم على اتخاذ الخيارات الناضجة حول الجنس، حيث أن العديد من الأفراد الأصحاء نفسيا يظلون ساذجين ويمكن التلاعب بهم بسهولة طوال حياتهم.
المنطق الآخر يأتي من حقيقة أن القاصرين عموما غير متساوون اقتصاديا واجتماعيا وقانونيا مع البالغين. بجعله غير قانوني لشخص بالغ لممارسة الجنس مع قاصر، تهدف قوانين اغتصاب القُصر إلى إعطاء القاصر بعض الحماية ضد البالغين في وضع السلطة على الشباب.
وهناك حجة أخرى قدمت للدفاع عن قوانين اغتصاب القُصر تتعلق بصعوبة محاكمة المُغتصب (ضد أي ضحية من أي سن) في قاعة المحكمة. ولأن الاتصال الجنسي القسري مع قاصر يعتبر شكل شنيعًا من أشكال الاغتصاب، فإن هذه القوانين تعفي من مقاضاة العبء على إثبات عدم الموافقة. هذا يجعل الإدانة أكثر تكرارًا في الحالات التي تنطوي على القاصرين.
كان الغرض الأصلي من قوانين اغتصاب القُصر هو حماية الإناث الشابات غير المتزوجات من الذكور الذين قد يتسببون بحملهم وعدم تحملهم المسؤولية عن طريق توفير الدعم للطفل. في الماضي، كان حل هذه المشاكل في كثير من الأحيان زفافًا اجباريًا، وهو زواج قسري يطالب به أهل الفتاة المعنية. يهدف هذا المنطق إلى الحفاظ على قابلية زواج الفتاة ومنع حمل المراهقات غير المرغوب فيه.
تاريخيا، يمكن للرجل أن يدافع عن نفسه ضد اتهامات اغتصابه للقصر من خلال إثبات أن ضحيته كانت بالفعل لها خبرة جنسية قبل فعلته (وبالتالي لا تخضع لانتهاك من قبل المدعي عليه). ظل شرط أن تكون الضحية «ذات طبيعة عفيفة» ساريًا في بعض الولايات الأمريكية حتى وقت متأخر من التسعينات.

## قوانين روميو وجوليت
غالبًا، يشارك الأزواج المراهقون في السلوك الجنسي كجزء من علاقة حميمة. قد يحدث هذا قبل أن يصل أحد الطرفين إلى سن الرشد، أو بعد أن يكون أحدهم وصل لسن الرشد لكن الآخر لم يفعل. في الحالة الأخيرة، في معظم الولايات القضائية، يكون الشخص الذي بلغ سن الرشد مذنبًا باغتصاب القصر. في بعض الولايات القضائية (مثل كاليفورنيا وميتشيغان)، إذا كان هناك قاصران يمارسان الجنس مع بعضهما البعض، فإنهما كلاهما مذنبان بالاشتراك في ممارسة الجنس غير القانوني مع الشخص الآخر. الفعل نفسه هو دليل ظاهر [الإنجليزية] على الشعور بالذنب عندما يكون أحد الطرفين غير قادر على الموافقة القانونية.
وقد أقرت بعض السلطات القضائية قوانين «روميو وجولييت»، التي تعمل على تخفيض أو إلغاء عقوبة الجريمة في الحالات التي يكون فيها اختلاف عمر الزوجين طفيفًا، ولن يعتبر الاتصال الجنسي اغتصابًا إذا كان كلا الشريكين قادرين قانونًا على اعطاء موافقة. هذه القوانين تختلف، ولكن يمكن أن تشمل:
- إعادة صياغة تعريف الجريمة نفسها لاستبعاد الحالات التي يكون فيها الفرق في العمر أقل من فترة زمنية محددة.
- توفير الدفاع الإيجابي [الإنجليزية] عن اغتصاب القصر القائم على الاختلاف الضئيل في أعمار المشاركين، أو على وجود علاقة جنسية موجودة سابقاً بين المتهم والضحية المدركة التي لا تشكل اغتصاباً للقصُر.
- الحد من خطورة الجريمة من جناية إلى جنحة، مما يمنع فقدان الحقوق المدنية ويقلل من العقوبات المتاحة.
- تخفيض العقوبة في مثل هذه الحالات إلى غرامة أو اختبار أو خدمة للمجتمع.
- إلغاء شرط أن يسجل المدان مرتكب جرائم جنسية [الإنجليزية]، أو يقلل من مدة العقاب من مدى الحياة إلى سنة أو خمس أو عشر سنوات.
- السماح للطرف المدان بتقديم التماس للمحاسبة [الإنجليزية] بعد قضاء عقوبته قضائية.

تنطبق هذه القوانين بشكل عام على طرفين الذين تختلف أعمارهم بأقل من عدد محدد من السنوات. ومع ذلك، فهي غير قابلة للتطبيق عمومًا في أي حالة يكون فيها الطرف الأكبر سناً له وضعًا رسميًا على الأصغر بغض النظر عن العمر النسبي، مثل المعلم / الطالب أو المدرب / اللاعب أو علاقة الوصي / الوصي عليهم، أو إذا استخدمت أي قوة جسدية أو تسببت في إصابة جسدية خطيرة. ويتم ذلك عادة عن طريق جعل الأفعال التي تشمل هذه الظروف جرائم منفصلة لا ينطبق عليها دفاع «روميو وجولييت».
مثال على ذلك قانون العقوبات في ولاية تكساس، القسم 22.011 (هـ). يوفر دفاعًا [الإنجليزية] مؤكدًا ضد تهمة الاعتداء الجنسي إذا تم تطبيق كل ما يلي:
- لم يكن الفرق أكبر من 3 سنوات بين المتهم والضحية.
- كانت الضحية أكبر من 14 سنة في وقت ارتكاب الجريمة (سن الرشد في تكساس هو 17 سنة).
- لم يكن المتهم في ذلك الوقت مسجلاً أو مطلوبًا للتسجيل كمعتدي جنسي [الإنجليزية].
- هذا السلوك لا يمثل زنى المحارم.
- لا من حق المتهم أو الضحية أن يقوم بالتزاوج من شخص آخر (وبعبارة أخرى، لم يكن متزوجا من شخص ثالث).

يوجد دفاع إيجابي مماثل في قانون العقوبات في تكساس للجرائم التي لها صلة بـ «الاعتداء الجنسي المستمر على طفل صغير أو الطفل عموما». ومع ذلك، لا ينطبق أي دفاع بموجب أي من القانونين على الجريمة المنفصلة المتمثلة في «علاقة المعلم / الطالب غير الصحيحة» (العلاقات الجنسية بين المعلم المرخّص أو الموظف المدرسي والطالب في المدرسة نفسها)، أو «الاعتداء الجنسي المشدد» (قانون الاغتصاب القسري لقانون ولاية تكساس).

## الاختلافات الجنسية في اغتصاب القُصر

### اغتصاب أنثى لذكر قاصر
حتى أواخر السبعينات من القرن الماضي، غالباً ما يتم تجاهل الجنس الذي يتورط فيه إنثى بالغة مع ذكر قاصر بسبب القانون، وذلك بسبب الاعتقاد بأنه غالباً ما يكون البادئ الجنسي هو الذكر الأصغر سناً. وهذه النظرة مازالت موجودة في العصر الحديث، وسائل الإعلام وقد يكون هناك تحيز جنسي في المحاكم حول العلاقات الجنسية بين المدرسين والطلاب (على الرغم من أن هذه العلاقات غير قانونية بغض النظر عن العمر).
قد ينظر الذكور القاصرين في هذه العلاقات الجنسية إلى النساء كجوائز ويختارون عدم الإبلاغ السلطات عنهن، غالبا ما يكون أحد الوالدين هو الذي يبلغ عن هذه العلاقات. غالبية الذكور الذين مارسوا الجنس مع النساء كأولاد دون سن الرشد لديهم ردود فعل إيجابية، وكان ثلثهم محايدون وأقل من 5٪ كانوا سلبيين تجاه هذا الفعل. بينما في المقابل، أظهرت النساء اللواتي شاركن مع الرجال البالغين عندما كانوا قاصرات بشكل رئيسي ردود فعل سلبية عندما تركوا العلاقة. أي أنهم يرون الرجال البالغين على أنهم منحرفون لا يمكنهم العثور على شركاء راغبين بهم في سنهم حتى لجأوا إلى استغلال الفتيات الصغيرات الساذجات.
في حالة واحدة على الأقل، اعتبرت المحاكم الأمريكية أن الذكور من ضحايا اغتصاب القُصر قد يكونون مسؤولين عن إعالة الأطفال لأي طفل ناتج عن الجريمة. وفي قضية سان لويس أوبيسبو ضد ناثانيل جيه، ناقش ناثانيل جيه وهو ضحية بالغة من العمر 15 عاماً، علاقة مستقبلية مع الجانية (امرأة تبلغ من العمر 34 عاماً) وذكر أن الجنس «مقبول بشكل متبادل». في ضوء هذه الشهادة، اعتبرت محكمة الاستئناف في كاليفورنيا ناثانيل جيه مسؤولاً مالياً عن طفله. وذكرت المحكمة أن الصبي «ليس ضحية بريئة» للجماع الجنسي. وفي حالة أخرى من فتاة تبلغ من العمر 21 سنة اغتصبت ذكر يبلغ من العمر 11 عاماً، أُدينت المرأة وحُكم عليها بالسجن لمدة ستة أشهر مع وقف التنفيذ. يبدو أن الجملة تجرم الضحية، كما قال القاضي، «بعد قراءة كل شيء أمامي، كان من الواضح تمامًا أنه كان يبلغ من العمر 11 عامًا ناضجًا وكنت غير ناضج في سن العشرين حتى يضيق الفجوة العمرية الحسابية بينكما».
كانت هناك أيضا حالات بارزة تكون فيها الأنثى البالغة في موقع المسؤولية على الطفل؛ وتشمل هذه ماري كاى، ديبرا لافاف [الإنجليزية]، باميلا روجرز تيرنر وجينيفر فيشتر [الإنجليزية].
وأفاد تحليل ستار ليدجر [الإنجليزية] أن الرجال، لأسباب شتى، متوسط مدة السجن أكثر من مرة في حالات ممارسة الجنس بين المدرسين والطلاب. أظهر تحليل 97 حالة في نيو جيرسي على مدى عقد من الزمن أن 54٪ من الرجال المشتبه بهم ذهبوا إلى السجن مقابل 44٪ من المشتبه بهم الإناث، بمتوسط 2.4 سنة للرجال و1.6 سنة للنساء. ومع ذلك، ذكرت الصحيفة أيضا أن 96 ٪ من الحالات التي شملتها الدراسة انتهت بصفقات مساومة، حُجِبَ سبب هذا الميل.

### اغتصاب القاصرين من نفس الجنس
في بعض السلطات القضائية، تعاقب العلاقات بين البالغين والقاصرين أكثر عندما يكون كلاهما من نفس الجنس. على سبيل المثال، في ولاية كانساس، إذا كان شخص يبلغ من العمر 18 عامًا أو أكثر يمارس الجنس مع قاصر لم يتجاوز فرق السن أربع سنوات، فإن قانون روميو وجولييت يحد من العقوبة بشكل كبير. غير أن هذا القانون، كما هو مكتوب، لا ينطبق على الأزواج من نفس الجنس، مما يجعلهم يخضعون لغرامات أعلى من الأزواج من نفس الجنس بسبب نفس الجريمة. مما أسفر عن زيادة قناعات اغتصاب القاصرين، غرامات أكبر، وتسجيل المراهقين كجناة في مجتمع المثليين.
تم الطعن في قانون كنساس بنجاح بأنه يتعارض مع أحكام المحكمة العليا الأمريكية «لورانس ضد تكساس» و"رومر ضد إيفانز [الإنجليزية]". لم تتعامل سابقة لورنس بشكل مباشر مع الحماية المتماثلة، ولكن تطبيقها في "قضية الدولة ضد ليمون [الإنجليزية]" (2005) يبطل قوانين سن الرشد التي تميز على أساس الميول الجنسية في كنساس.

## المسألة الحالية
في حين أن هناك تأييدا واسعا لمفهوم لاغتصاب القاصرين كَجُرم في الولايات المتحدة، هناك نقاش كبير حول كيف يجب أن يتم متابعة مثل هذه الحالات بقوة وتحت أي ظروف.
في مايو 2006، وجدت المحكمة الأيرلندية العليا [الإنجليزية] أن قوانين اغتصاب القاصرين الحالية كانت غير دستورية [الإنجليزية]، حيث أنها منعت المدعى عليه من دخول الدفاع (على سبيل المثال، أنه كان يعتقد بشكل معقول أن الطرف الآخر تجاوز سن الرشد). أدت إلى الإفراج عن الأشخاص المحتجزين بموجب قانون الاغتصاب القانوني وأدت إلى مطالب عامة بتغيير القانون عن طريق سن قانون الطوارئ. في 2 يونيو 2006، أيدت المحكمة العليا الأيرلندية [الإنجليزية] طعنًا من الدولة ضد إطلاق سراح أحد هؤلاء الأشخاص وهو «السيد أ». وأُعيد اعتقال السيد أ بعد ذلك بوقت قصير لمواصلة قضاء عقوبته.
في أعقاب البحث الذي صدر في ديسمبر 2007 عن الممثلة جامي لين سبيرز، وهي أخت نجمة البوب بريتني سبيرز، التي تبلغ من العمر 16 عاما، أن والد طفلها هو كيسي الدريدج البالغ من العمر 18 عاما،  كان هناك حديث عن الادعاء ان الدريدج باغتصاب القُصر، والذي يمكن القيام به بموجب قانون ولاية لويزيانا الحالي. لم تتم ملاحقة الملاحقة القضائية في القضية.

## قوانين خاصة تتعلق بالدول

### المملكة المتحدة
يفرّق الإطار القانوني لقانون الاعتداءات الجنسية 2003، في إنجلترا وويلز، بين الاعتداء الجنسي على الأطفال دون سن الـ 13 عاماً، والاعتداء الجنسي على الأطفال الذين لا يقلّ عمرهم عن 13 عاماً ولكنهم دون سنّ الـ 16.
يعد الاعتداء الجنسي جريمة تحت البند الـ 5 من القانون، إن حدثت عملية الإيلاج على طفلٍ دون سنّ الـ 13 عاماً، ويسمى اغتصابٍ طفل دون سنّ الـ 13. حيث ينص القانون على التالي:
يرتكب المرء جريمة إن:
أ) قام بإدخال قضيبه عمداً في مهبل أو شرج أو فم شخصٍ آخر
ب) وكان الشخص الآخر دون سنّ الـ 13»
تفيد الملاحظات التفسيرية بالتالي: يستخدم مصطلح «اغتصاب» عندما يحدث اتصال جنسي مع أطفال دون سن الـ 13، ولا علاقة لموافقة الطفل على الاتصال أم لا. ويطلق مصطلح «نشاط جنسي مع طفل» على العملية الجنسية التي تحدث مع طفلٍ فوق سن الـ 13 وتحت الـ 16، حتى لو تم الجماع بالتراضي. تكون عقوبة الأخيرة أقل شدة (البند التاسع، ومن المفترض أن يكون عمر المعتدي 18 عاماً وما فوق).
ويُدان القاصر بتهمة الاتصال الجنسي مع قاصر آخر (البند 13)، لكن الملاحظات التفسيرية توضح أن قرار رفع الدعوى، في الحالة التي يكون فيها الطرفان قصّر، يتعلق بكل حالة على حدة. ويشير دليل الدعاوى الملكية إلى التالي: "لا تصب محاكمة الأطفال القصر الذين يمارسون علاقة جنسية في المصلحة العامة، حيث تكون العلاقة بالتراضي، ولا دلائل على وجود عوامل تحتاج لعقوبات شديدة، كالإكراه والاستغلال.
تتبع إيرلندا الشمالية قوانين شبيهة بالأطر القانونية السابقة تحت قانون الجرائم الجنسية (إيرلندا الشمالية) 2008. حيث أصلح هذا القانون القوانين الجنسية السابقة في آيرلندا الشمالية، ويعدل السن القانوني للقيام بعلاقة جنسية من 17 عاماً سابقاً ليصل إلى 16 عاماً، وذلك كي يصبح متوافقاً مع السن القانوني مع بقية المملكة المتحدة.
وكذلك الأمر في سكوتلندا، حيث عدّل قانون الجرائم الجنسية الاسكوتلندي 2009 السن القانوني للقيام بعلاقة جنسية ليصبح 16 عاماً. وهناك مستويان أيضاً، واحدٌ يتعلق بالأطفال دون سن الـ 13 عاماً، وآخر للأطفال فوق سنّ الـ 13 وتحت الـ 16 عاماً. ويُطبق البند الثامن عشر، اغتصاب طفلٍ صغير، على الأطفال دون سن الـ 13 عاماً.
لم تملك سكوتلندا قبل تفعيل هذا القانون سوى القليل من جرائم الاغتصاب القانوني، حيث كانت التشريعات والقوانين الجنسية مُعرفة ضمن القانون العام. وكانت تلك مشكلة كبيرة، خاصة عندما يتعلق الموضوع بقضية سن الرشد. وبدا خلق مستويين لتحديد عمر الطفل ضرورة لا بد من القيام بها أثناء وضع القانون.

### الدنمارك
يشير القانون الدنماركي إلى التالي:
إن قام المرء بعملية جنسية مع طفل تحت سن الـ 15 عاماً، سيُعاقب بالسجن حتى 8 سنوات، إلا إن أُدرجت القضية تحت الفقرة الثانية. وفي تحديد العقوبة، يُعتبر قيام المعتدي بالعملية الجنسية مستخدماً تفوقه الجسدي أو العقلي حالة تحتاج لعقوبة شديدة.
الفقرة الثانية: إن قام المعتدي بالعملية الجنسية مستخدماً الإكراه أو التهديد، سترتفع العقوبة لتصل إلى السجن لمدة يصل أقصاها إلى 12 سنة.
يشير محتوى البند 216، الفقرة الثانية، إلى رفع مدة العقوبة لتصل إلى 12 سنة إن كان الطفل تحت سنّ الـ 12.

### هولندا
البند 244
يُعاقب الشخص الذي يمارس أفعالاً غير لائقة تشمل أو تتضمن إدخالاً جنسياً ضمن جسد شخصٍ آخر أصغر من 12 عاماً، يُعاقب بالسجن لمدة يصل أقصاها إلى 12 عاماً، أو سيدفع غرامة وفقاً للباب الخامس.
البند 245
إن مارس شخصٌ ما أفعالاً غير لائقة تتضمن إدخالاً جنسياً ضمن جسد شخصٍ آخر أكبر من 12 عاماً وأصغر من 16 عاماً، سيكون المعتدي عرضة للسجن لمدة يصل أقصاها إلى 8 سنوات، أو سيدفع غرامة وفقاً للباب الخامس.
ملاحظة حول الزواج:
- يُطبق البند 245، والمتعلق بحالات الاعتداء الجنسي على أشخاصٍ بين 12 و16 عاماً، خارج إطار الزواج فقط. وعلى أي حال، يتطلب الزواج بشخصٍ تحت سن الـ 16 عاماً تصريحاً من وزارة العدل، ولن تعطي الوزارة هكذا تصريح إن وجدت «أسباباً مقنعة» لهكذا زواج.[43]

ملاحظات حول القانون الهولندي:
- لا يعني «الإدخال الجنسي» عملية الجماع الجنسي الاعتيادية فحسب. أي لا يقتصر الإدخال على القضيب أو عضوٍ آخر من أعضاء الجسم، بل تُعتبر أفعالٌ كاللعق أو التقبيل اغتصاباً أيضاً.
- نادراً ما تكون العقوبة غرامة مالية في الحالات الشديدة، والاغتصاب القانوني هو إحدى تلك الحالات. أي يُزج بالمعتدي في السجن في أغلب حالات الاغتصاب القانوني.
- تُقسّم الغرامات المالية إلى عدة فئات، ويتنسب رقم الفئة طرداً مع قيمة الغرامة. وقد تصل القيمة القصوى للغرامة من الفئة الخامسة لـ 83000 يورو.
- في العلاقة الجنسية مع القصر، لا تؤخذ أمور كالتراضي وغياب العنف بعين الاعتبار. وإن كان المعتدي قاصراً أيضاً، فتندرج العلاقة تحت الاغتصاب القانوني. وتعتمد العقوبة القصوى على عمر الضحية: فتصل العقوبة إلى السجن لمدة 12 عاماً كحد أقصى إن كان عمر الضحية أقل من 12 عاماً، والسجن لمدة يصل أقصاها إلى 8 سنوات إن كان عمر الضحية 12 عاماً وما فوق.